# Humber híd
A Humber híd függőhíd az Egyesült Királyságban, Kingston upon Hull közelében, amit hivatalosan 1981. július 17-én adott át II. Erzsébet brit királynő, bár a forgalom számára már 1981. június 24-én megnyitották. A két pilonja közötti távolság 1410 méter, amivel közel 17 évig – az Akasi Kaikjó híd 1998. áprilisi átadásáig – a világ legnagyobb támaszközű hídja volt. A Humber-torkolat fölött átívelő, összesen 2220 méter hosszú szerkezet felső szintjén az A15-ös autóút kétszer két sávja, míg a kissé lejjebb elhelyezkedő kétoldali konzolokon gyalogos és kerékpárút vezet át. Megépítésének köszönhetően a Kingston upon Hull (East Riding of Yorkshire) és Grimsby (Lincolnshire) közötti út mintegy 80 kilométerrel lett rövidebb.

## Szerkezeti jellemzők
Az aszimmetrikus kialakítású szerkezet teljes hossza 2220 méter, fő nyílásának támaszköze 1410 méter, a szélső nyílások közül az északi 280, a déli 530 méteres távolságot hidal át. A pilonok magassága az alaptestek tetejétől mérve 155,5 méter. A közvetlenül a parton álló északi pilon alapja mindössze 8 méteres mélységig nyúlik le, a sekély vízben álló déli toronyé – a rosszabb talajviszonyok miatt – a meder aljától 36 méter mélyre ér. A hídpálya alatt szabadon maradó tér magassága a legmagasabb vízállás esetén is 30 méter.
A pályaszerkezet szélessége (a konzolokkal együtt) 28,5 méter. A zárt doboz keresztmetszetű acélgerenda (ún. szekrénytartó) tetején helyezkedik el a kétszer kétsávos autóút, míg a kétoldalt hozzá kapcsolódó 3 méter hosszú konzolokon gyalogos és kerékpárutat alakítottak ki.